# 流れ関数
流れ関数（ながれかんすう）または流れの関数とは、2次元の非圧縮の流れ場に対し、勾配によって流束値を与える関係である。
文字 Ψ で表すことが多い。つぎのように定義される。
{\displaystyle u={\frac {\partial \Psi }{\partial y}},\quad v=-{\frac {\partial \Psi }{\partial x}}}
ここでx , y は2次元直交座標、u , v はそれぞれx , y 方向の速度成分である。このときの速度場は連続の式を満たす。

## 性質
流れの中に任意に2点A, Bを選んだとき、各点の流れの関数の差は、2点を結ぶ曲線を横切る流量に等しい（この流量は2点A, Bのみに依存し、曲線の選び方によらない）。
{\displaystyle \Psi (B)-\Psi (A)=\int _{A}^{B}v_{n}ds}
ここで ds は曲線の線要素長、vn は速度の要素直交成分である。
特に、1本の流線上の任意の2点について上式右辺は0であるため、Ψ = const. は流線を表す。
流れの領域の中に吸い込み、湧き出しが存在する場合、流れの関数は多価関数となる。

## 派生する関数

### ストークスの流れ関数
ストークスの流れ関数は軸対称流に対する類似した概念である。対称軸をx 軸とし、x 軸からの距離をy で、それぞれの流速をu , v で表すと、ストークスの流れ関数は以下の関係を満たす。
{\displaystyle u={\frac {1}{y}}{\frac {\partial \Psi }{\partial y}},\quad v=-{\frac {1}{y}}{\frac {\partial \Psi }{\partial x}}}

### 圧縮性流れ
圧縮性流れに対しても流れ関数は定義できる。密度をρとすると、流れ関数は以下の関係を満たす。
{\displaystyle \rho u={\frac {\partial \Psi }{\partial y}},\quad \rho v=-{\frac {\partial \Psi }{\partial x}}}